# パスクァリーノ・デ・サンティス
パスクァリーノ・デ・サンティス（Pasqualino De Santis, 1927年4月24日 - 1996年6月23日）はイタリア・フォンディ出身の映画撮影監督。映画監督のジュゼッペ・デ・サンティスは兄。
1965年から撮影監督として活躍し、フランチェスコ・ロージやルキノ・ヴィスコンティ、ジョセフ・L・マンキウィッツ、ジョゼフ・ロージー、ロベール・ブレッソン、フェデリコ・フェリーニといった監督たちの作品で撮影を手がけた。1968年の『ロミオとジュリエット』でアカデミー撮影賞を受賞している。

## 主な作品
- ロミオとジュリエット Romeo and Juliet (1968)
- 地獄に堕ちた勇者ども La Caduta degli dei (1969)
- ベニスに死す Morte a Venezia (1971)
- 黒い砂漠 Il Caso Mattei (1972)
- 暗殺者のメロディ The Assassination of Trotsky (1972)
- コーザ・ノストラ Lucky Luciano (1973)
- 家族の肖像 Gruppo di famiglia in un interno (1974)
- ローマに散る Cadaveri eccellenti (1976)
- イノセント L'Innocente (1976)
- 特別な一日 Una Giornata particolare (1977)
- エボリ Cristo si è fermato a Eboli (1979)
- ラルジャン L' Argent (1983)
- カルメン Carmen (1984)
- ウィンター・ローズ Misunderstood (1984)
- 予告された殺人の記録 Cronaca di una morte annunciata (1987)
- パレルモ Dimenticare Palermo (1990)
- 湖畔のひと月 A Month by the Lake (1995)
- 遙かなる帰郷 La tregua (1997)